# 브렛 필
브렛 필(영어: Brett Pill, 1984년 9월 9일 ~ )은 미국 출신의 전 야구 선수이자, 전 마이너 리그 툴사 드릴러스의 타격코치이다.

## 선수 시절

### 미국 프로야구 시절
MLB에서 3시즌, 마이너 리그에서 8시즌을 활동했다. 2006년에 샌프란시스코 자이언츠의 7라운드 206순위로 입단하여 MLB 3시즌 동안 240타수 56안타, 2할대 타율, 9홈런, 28득점, 32타점을 기록했다.

## 한국 프로야구 시절

### KIA 타이거즈시절
2014년 KBO 리그 외국인 확장 정책에 따라 외국인 타자로 영입되었다. 당시 그는 2013년 시즌 후 샌프란시스코 자이언츠의 40인 로스터에 있었기 때문에, 팀에서 이적료를 지급했다. 그는 시범 경기 때 타율이 2할에도 못 미쳤으나 시즌이 시작되자 맹활약하기 시작했다. 그러다가 6월 5일 배영수가 던진 공에 손등을 맞아 왼손 손등 미세 골절을 당했다. 후반기에 복귀한 그는 다시 팀에서 활약하며 시즌 후 재계약에 성공했다. 홀튼이 선발 투수, 하이로 어센시오가 마무리 투수로 등판해 외국인 선수 출장 규정에 따라 몇 경기에는 결장했다.
2016년 시즌에도 계속 활동하게 됐지만 2016년 시즌 후 방출됐다. 그의 대체 선수로는 로저 버나디나가 영입됐다.

### 미국 프로야구 복귀
2017년 1월 10일에 디트로이트 타이거스와 마이너 계약을 체결하며 복귀했으나 2017년 4월에 은퇴를 선언했다.

## 야구선수 은퇴 후
2017년 5월부터 KIA 타이거즈의 외국인 스카우트로 활동했고, 2020년부터 툴사 드릴러스의 타격코치로 활동했다.

## 응원가
- 등장곡 : 'Happy' - 퍼렐 윌리엄스
- 응원가 : 'All about You' - McFly

타이거즈 브렛 필~ 오오오 워어~ 워어~

## 통산 기록
| 연 도          | 소 속          | 나 이          | 출 장 | 타 석 | 타 수 | 득 점 | 안 타 | 2 루 타 | 3 루 타 | 홈 런 | 타 점 | 도 루 | 도 실 | 볼 넷 | 삼 진 | 타 율 | 출 루 율 | 장 타 율 | O P S | 루 타 | 병 살 타 | 몸 맞 | 희 타 | 희 플 | 고 4 |
| -------------- | -------------- | -------------- | ----- | ----- | ----- | ----- | ----- | ------- | ------- | ----- | ----- | ----- | ----- | ----- | ----- | ----- | -------- | -------- | ----- | ----- | -------- | ----- | ----- | ----- | ---- |
| 2011           | SFG            | 28             | 15    | 53    | 50    | 7     | 15    | 3       | 2       | 2     | 9     | 0     | 1     | 2     | 8     | .300  | .321     | .560     | .881  | 28    | 2        | 0     | 0     | 1     | 0    |
| 2012           | SFG            | 29             | 48    | 114   | 105   | 10    | 22    | 3       | 0       | 4     | 11    | 1     | 0     | 6     | 19    | .210  | .265     | .352     | .618  | 37    | 5        | 2     | 1     | 0     | 1    |
| 2013           | SFG            | 30             | 48    | 92    | 85    | 11    | 19    | 4       | 0       | 3     | 12    | 0     | 0     | 5     | 17    | .224  | .272     | .376     | .648  | 32    | 5        | 1     | 0     | 1     | 0    |
| 2014           | KIA            | 31             | 92    | 389   | 362   | 64    | 112   | 27      | 0       | 19    | 66    | 10    | 1     | 22    | 65    | .309  | .352     | .541     | .894  | 196   | 10       | 3     | 0     | 2     | 1    |
| 2015           | KIA            | 32             | 143   | 591   | 536   | 81    | 174   | 35      | 1       | 22    | 101   | 14    | 10    | 43    | 74    | .325  | .372     | .517     | .889  | 277   | 12       | 3     | 0     | 9     | 6    |
| MLB 통산 : 3년 | MLB 통산 : 3년 | MLB 통산 : 3년 | 111   | 259   | 240   | 28    | 56    | 10      | 2       | 9     | 32    | 1     | 1     | 13    | 44    | .233  | .279     | .404     | .683  | 97    | 12       | 3     | 1     | 2     | 1    |
| KBO 통산 : 2년 | KBO 통산 : 2년 | KBO 통산 : 2년 | 235   | 980   | 898   | 145   | 286   | 62      | 1       | 41    | 167   | 24    | 11    | 65    | 139   | .318  | .364     | .527     | .891  | 473   | 22       | 6     | 0     | 11    | 7    |

- 시즌 기록 중 굵은 글씨는 해당 시즌 최고 기록